# Estação Alma - Marceau
Alma - Marceau é uma estação da linha 9 do Metrô de Paris, localizada no limite do 8.º e do 16.º arrondissements de Paris.

## História
A estação leva os nomes da ponte e da place de l'Alma e da avenue Marceau. Eles se referem a Batalha de Alma, uma vitória franco-britânica contra os Russos, em 1854 na Crimeia e ao general François Séverin Marceau-Desgravier (1769 - 1796), que combateu os rebeldes vendeanos durante o período revolucionário.
Em 2011, 4 080 301 passageiros entraram nesta estação. Ela viu entrar 4 060 044 passageiros em 2013, o que a coloca na 118ª posição das estações de metrô por sua frequência.

## Serviços aos Passageiros

### Acessos

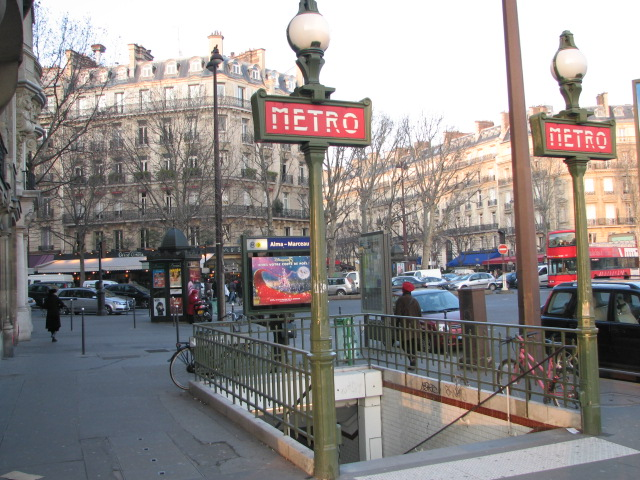
Entrada de metrô da estação Alma-Marceau na place de l'Alma.

A estação tem dois acesso na place de l'Alma, o primeiro na esquina da avenue de New-York et da avenue du Président-Wilson, o segundo na esquina da avenue George-V e da avenue Montaigne.

### Plataformas
Alma - Marceau é uma estação de configuração padrão: ela possui duas plataformas laterais, separadas pelas vias do metrô e a abóbada é elíptica. Eles estão organizadas no estilo "Andreu-Motte" com duas rampas luminosas azuis e de bancos, tímpanos e algumas saídas dos corredores em telhas azuis planas e assentos "Motte" azuis. Estas instalações são casadas com as telhas biseladas brancas sobre os pés-direitos e a abóbada, mas também por algumas saídas dos corredores. Os quadros publicitários são em faiança de cor de mel e o nome da estação é também em faiança no estilo da CMP original. A estação se distingue no entanto pela parte baixa de seus pés-direitos que é vertical e não elíptica.

### Intermodalidade
A estação está em correspondência com a estação de Pont de l'Alma (linha C do RER), situada no outro lado da ponte de l'Alma. Esta correspondência é incluída no mapa RATP da linha 9  do metrô, com um símbolo de andador (correspondência a distância). Ela é incluída, sem distinção particular sobre o mapa do RER C.
Além disso, é servido pelas linhas 42, 63, 72, 80 e 92 da rede de ônibus RATP.

## Pontos turísticos
Na place de l'Alma se encontra a Chama da Liberdade, criada em 1989, presente do Herald Tribune na França, uma réplica da chama da Estátua da Liberdade oferecida pela França para os Estados Unidos. Desde a morte de Lady Diana, princesa de Gales, no túnel de l'Alma que passa sob a chama, que se tornou, de fato, um monumento à sua memória.
A montante da ponte de l'Alma, a escultura de uma zuavo, o zouave du pont de l'Alma (um regimento de zuavos é mostrado na batalha da Alma), é usado pelos Parisienses para avaliar a magnitude de uma inundação em conformidade com a parte submersa na estátua. Ele vem da antiga ponte de l'Alma, reconstruída em 1974.
Perto da estação estão o cabaré do Crazy Horse Saloon, o Museu de Arte Moderna instalado na ala oriental do Palais de Tokyo e o Musée du Quai Branly. A place de l'Alma está na extremidade ocidental do Cours Albert-Ier em que estão instaladas várias estátuas comemorando personagens simbolizando a relação entre a França e vários países.
Na margem esquerda do rio Sena, no extremo oeste do Quai d'Orsay, se encontra a entrada da visita dos esgotos parisienses. Na margem direita, a Catedral Americana de Paris está situada no 23 da avenue George-V.